# NGC 3907
NGC 3907 је елиптична галаксија у сазвежђу Девица која се налази на NGC листи објеката дубоког неба.
Деклинација објекта је - 1° 5' 10" а ректасцензија 11h 49m 30,1s. Привидна величина (магнитуда) објекта NGC 3907 износи 13,1 а фотографска магнитуда 14,1. NGC 3907 је још познат и под ознакама NGC 3907A, UGC 6796, MCG 0-30-28, KCPG 304B, NPM1G -00.0306, CGCG 12-94, PGC 36941.